# Stipa psittacorum
Stipa psittacorum är en gräsart som beskrevs av Carlos Luis Spegazzini. Stipa psittacorum ingår i släktet fjädergrässläktet, och familjen gräs. Inga underarter finns listade i Catalogue of Life.